# غوران بيركوفاك
غوران بيركوفاك (بالكرواتية: Goran Perkovac)‏ مواليد 16 سبتمبر 1962 في كرواتيا، جمهورية يوغوسلافيا الاشتراكية الاتحادية، هو لاعب كرة يد كرواتي معتزل لعب كظهير أيسر. شارك في دورة الألعاب الأولمبية الصيفية سنة 1988.

## الإنجازات
كلاعب
- بطولة يوغوسلافيا لكرة اليد (4): 1981، 1986. 1987، 1989
- الدوري السويسري لكرة اليد : 1998-99، 1999-00، 1992-93

كمدرب
- الدوري السويسري لكرة اليد (3): 2004-05، 2005–06، 2006–07

## روابط خارجية
- غوران بيركوفاك على موقع الاتحاد الأوروبي لكرة اليد (الإنجليزية)
- غوران بيركوفاك على موقع اللجنة الأولمبية الدولية (الإنجليزية)
- غوران بيركوفاك على موقع أوليمبيديا (الإنجليزية)

| مناصب رياضية              | مناصب رياضية                           | مناصب رياضية         |
| ------------------------- | -------------------------------------- | -------------------- |
| سبقه ألفارو ناتشينوفيتش 2 | قائد منتخب كرواتيا لكرة اليد 1996-1998 | تبعه سلافكو جولوجا 4 |